# الراكب الاسفل (حرض)

تعديل مصدري - تعديل

الراكب الاسفل هي إحدى قرى عزلة حرض بمديرية حرض التابعة لمحافظة حجة، بلغ تعداد سكانها 612 نسمة حسب تعداد اليمن لعام 2004.